# Đường vành đai Nambu
Đường vành đai Nambu (tiếng Hàn:  남부 순환로) là một con đường đô thị 6-10 làn xe nằm ở tỉnh Gyeonggi và Seoul, Hàn Quốc. Với tổng chiều dài 32,6 km (20,3 mi), con đường này bắt đầu từ Giao lộ lối vào Sân bay Quốc tế Gimpo ở Quận Gangseo, Seoul đến Giao lộ Suseo ở Quận Gangnam. Đường vành đai Nambu là một phần của Tuyến đường 92 của Thành phố Seoul.

## Điểm dừng
Seoul
- Gangseo-gu - Yangcheon-gu - Guro-gu

Gyeonggi-do
- Gwangmyeong-si

Seoul
- Guro-gu - Geumcheon-gu - Gwanak-gu - Dongjak-gu - Seocho-gu - Gangnam-gu

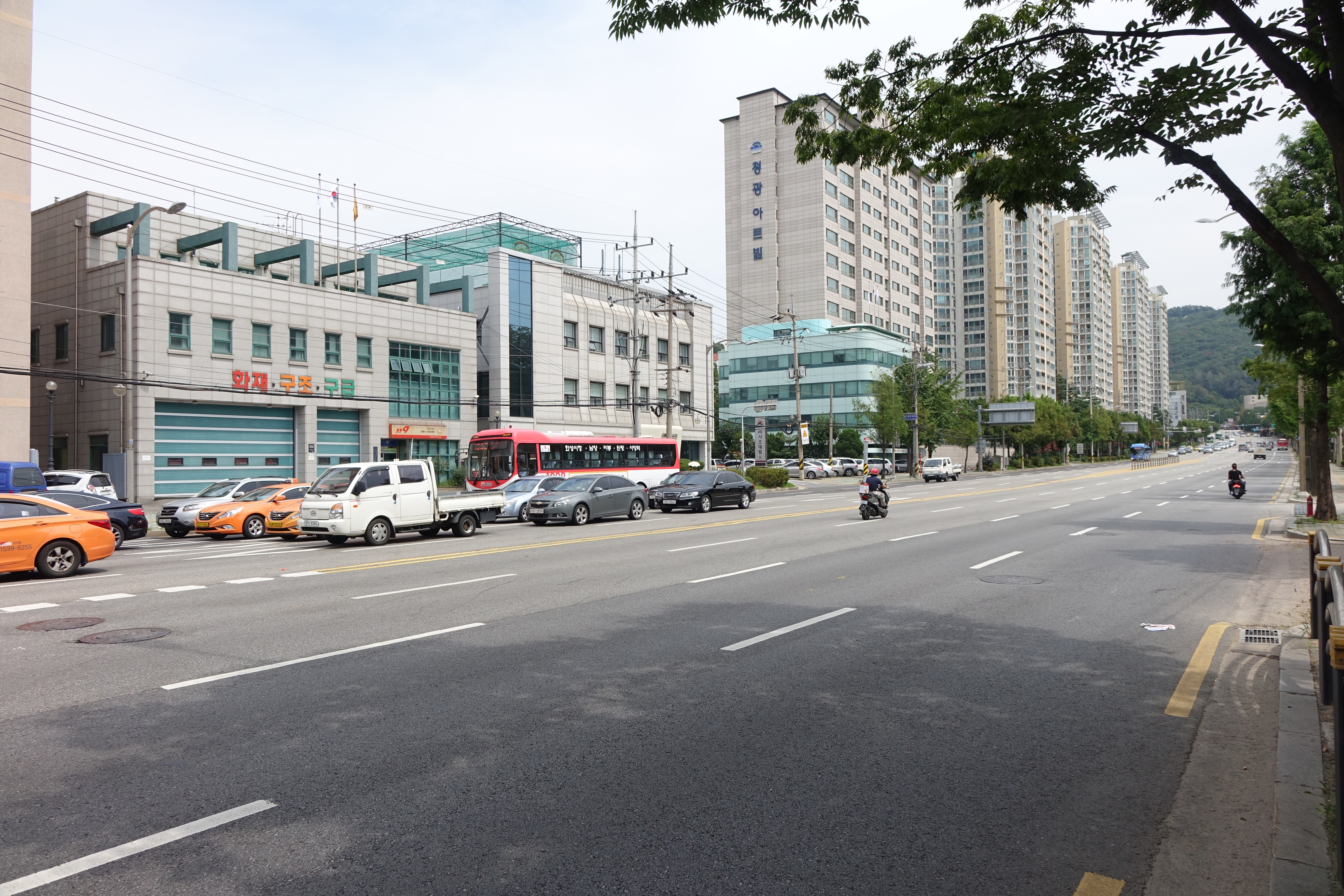
Giao lộ Ga Sadang - Giao lộ Chung cư Kyungnam.

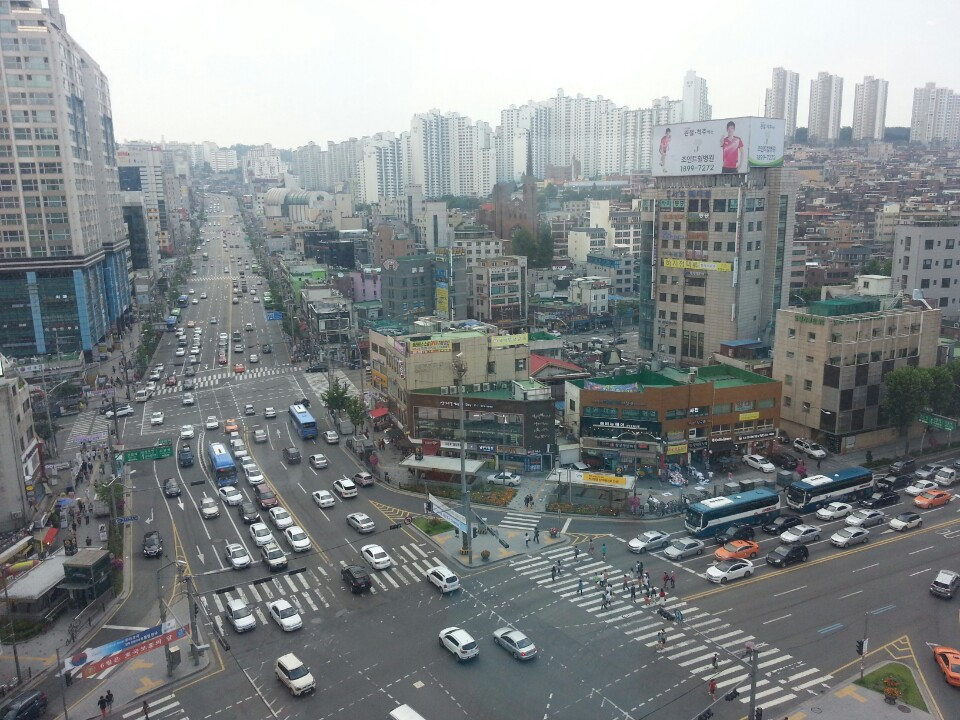
Giao lộ Ga Đại học Quốc gia Seoul và Giao lộ Bongcheon-ro.

## Danh sách các cơ sở
IS : Giao lộ, IC : Giao lộ
| Tên                                                                                   | Tên                                  | Kết nối                                                                       | Vị trí                              | Vị trí                                     | Ghi chú                             |
| Tiếng Việt                                                                            | Hangul                               | Kết nối                                                                       | Vị trí                              | Vị trí                                     | Ghi chú                             |
| Kết nối trực tiếp với Gaehwadong-ro                                                   | Kết nối trực tiếp với Gaehwadong-ro  | Kết nối trực tiếp với Gaehwadong-ro                                           | Kết nối trực tiếp với Gaehwadong-ro | Kết nối trực tiếp với Gaehwadong-ro        | Kết nối trực tiếp với Gaehwadong-ro |
| ------------------------------------------------------------------------------------- | ------------------------------------ | ----------------------------------------------------------------------------- | ----------------------------------- | ------------------------------------------ | ----------------------------------- |
| Lối vào sân bay Gimpo IS                                                              | 김포공항입구 교차로                  | Sân bay quốc tế Gimpo (Haneul-gil) Quốc lộ 48 (Gonghang-daero) Banghwadong-ro | Seoul                               | Gangseo-gu                                 | Hầm Gonghang                        |
| Nhà thờ Công giáo Gonghang-dong                                                       | 공항동천주교회                       | Songjeong-ro                                                                  | Seoul                               | Gangseo-gu                                 |                                     |
| Trường trung học Songjeong                                                            | 송정중학교                           |                                                                               | Seoul                               | Gangseo-gu                                 |                                     |
| Oebalsan IS                                                                           | 외발산사거리                         | Quốc lộ 6 Quốc lộ 77 (Banghwa-daero) (Balsan-ro)                              | Seoul                               | Gangseo-gu                                 | Hầm Oebalsan                        |
| Trung tâm sát hạch giấy phép lái xe Gangseo                                           | 강서운전면허시험장                   |                                                                               | Seoul                               | Gangseo-gu                                 | Hầm Oebalsan                        |
| Trung tâm sát hạch giấy phép lái xe Gangseo IS                                        | 강서면허시험장 교차로                | Sumyeong-ro                                                                   | Seoul                               | Gangseo-gu                                 | Hầm Oebalsan                        |
| Lối vào Hwagok-ro IS                                                                  | 화곡로입구 교차로                    | Hwagok-ro                                                                     | Seoul                               | Yangcheon-gu                               |                                     |
| Sinwol IS                                                                             | 신월사거리                           | Garogongwon-ro                                                                | Seoul                               | Yangcheon-gu                               |                                     |
| Trường trung học Yangseo                                                              | 양서중학교                           |                                                                               | Seoul                               | Yangcheon-gu                               |                                     |
| Công viên Hồ Seo Seoul IS                                                             | 서서울호수공원앞 교차로              | Gomdallae-ro Nambusunhwan-ro 58-gil                                           | Seoul                               | Yangcheon-gu                               |                                     |
| Sinwol IC                                                                             | 신월 나들목                          | Đường cao tốc Gyeongin Gukhoe-daero                                           | Seoul                               | Yangcheon-gu                               |                                     |
| Viện điều tra khoa học Quốc gia IS                                                    | 과학수사연구원입구 교차로            | Omok-ro Nambusunhwan-ro 72-gil                                                | Seoul                               | Yangcheon-gu                               |                                     |
| Lối vào trường tiểu học Gangwol IS                                                    | 강월초교입구 교차로                  | Sinwol-ro                                                                     | Seoul                               | Yangcheon-gu                               |                                     |
| Trạm xe tải Seobu IS                                                                  | 서부트럭터미널 교차로                | Sinjeong-ro                                                                   | Seoul                               | Yangcheon-gu                               | Hầm ga xe tải Seobu                 |
| Gaebong 1-dong IS                                                                     | 개봉1동사거리                        | Gocheok-ro                                                                    | Seoul                               | Guro-gu                                    |                                     |
| Oryu IC                                                                               | 오류 나들목                          | Quốc lộ 46 Gyeongin-ro                                                        | Seoul                               | Guro-gu                                    |                                     |
| Hầm đường sắt Gaebong                                                                 | 개봉철도지하차도                     | Seohaean-ro                                                                   | Seoul                               | Guro-gu                                    | Không thể vào từ Gaehwa (giới hạn)  |
| Cầu vượt Gaebong                                                                      | 개봉고가차도                         | Gaebong-ro 19-gil Nambusunhwan-ro 95-gil                                      | Seoul                               | Guro-gu                                    | Hầm Gaebong                         |
| Cầu Gwangbok                                                                          | 광복교                               |                                                                               | Seoul                               | Guro-gu                                    |                                     |
| Cầu Gwangbok                                                                          | 광복교                               |                                                                               | Gyeonggi-do                         | Gwangmyeong-si                             |                                     |
| Cầu Anyang                                                                            | 안양교                               |                                                                               | Gyeonggi-do                         | Gwangmyeong-si                             |                                     |
| Cầu Anyang                                                                            | 안양교                               |                                                                               | Seoul                               | Guro-gu                                    |                                     |
| Guro IC                                                                               | 구로 나들목                          | Gamasan-ro Guil-ro                                                            | Seoul                               | Guro-gu                                    |                                     |
| Cầu vượt Garibong                                                                     | 가리봉고가차도                       |                                                                               | Seoul                               | Guro-gu                                    |                                     |
| (Không có tên)                                                                        | (이름 없음)                          | Gurodong-ro Beotkkot-ro 36-gil                                                | Seoul                               | Guro-gu                                    |                                     |
| Khu phức hợp kĩ thuật số IS                                                           | 디지털단지오거리                     | Gasa-ro Digital-ro                                                            | Seoul                               | Geumcheon-gu                               |                                     |
| Lối vào Trường Trung học Seoul Yunhee Beauty IS                                       | 서울연희미용고입구 교차로            | Nambusunhwan-ro 108-gil Nambusunhwan-ro 407-gil                               | Seoul                               | Geumcheon-gu                               |                                     |
| Trường tiểu học Seoul Gasan                                                           | 서울가산초등학교                     |                                                                               | Seoul                               | Geumcheon-gu                               |                                     |
| Siheung IC                                                                            | 시흥 나들목                          | Siheung-daero                                                                 | Seoul                               | Geumcheon-gu                               |                                     |
| Siheung IC                                                                            | 시흥 나들목                          | Siheung-daero                                                                 | Seoul                               | Gwanak-gu                                  |                                     |
| Văn phòng điện thoại Guro IS                                                          | 구로전화국 교차로                    | Doksan-ro Jowonjungang-ro                                                     | Seoul                               |                                            |                                     |
| Hội trường Cựu chiến binh Gwanak-gu                                                   | 관악구 보훈회관                      |                                                                               | Seoul                               |                                            |                                     |
| Nangok IS                                                                             | 난곡사거리                           | Nangok-ro                                                                     | Seoul                               | Đường hầm Sillim-Bongcheon (Đang xây dựng) |                                     |
| Cầu Bongnim                                                                           | 봉림교                               | Gwancheon-ro                                                                  | Seoul                               |                                            |                                     |
| Ga Sillim IS (Ga Sillim)                                                              | 신림역사거리 (신림역)                | Sillim-ro                                                                     | Seoul                               |                                            |                                     |
| Bưu điện Gwanak IS                                                                    | 관악우체국 교차로                    | Nambusunhwan-ro 191-gil                                                       | Seoul                               |                                            |                                     |
| Ga Bongcheon                                                                          | 봉천역                               |                                                                               | Seoul                               |                                            |                                     |
| (Không có tên)                                                                        | (이름 없음)                          | Yangnyeong-ro                                                                 | Seoul                               | Chỉ vào theo hướng Gaehwa                  |                                     |
| Ga Đại học Quốc gia Seoul IS (Ga Đại học Quốc gia Seoul)                              | 서울대입구역 교차로 (서울대입구역)   | Gwanak-ro                                                                     | Seoul                               |                                            |                                     |
| Lối vào trường tiểu học Wondang IS                                                    | 원당초교입구 교차로                  | Bongcheon-ro                                                                  | Seoul                               |                                            |                                     |
| Lối vào Nakseongdae IS                                                                | 낙성대입구 교차로                    | Nakseongdae-ro Nambusunhwan-ro 237-gil                                        | Seoul                               |                                            |                                     |
| Ga Nakseongdae                                                                        | 낙성대역                             |                                                                               | Seoul                               |                                            |                                     |
| Kkachigogae IS                                                                        | 까치고개 교차로                      | Inhyeon-gil Nambusunhwan-ro 249-gil                                           | Seoul                               |                                            |                                     |
| Ga Sadang IS (Ga Sadang) (Cầu vượt Sadang)                                            | 사당역사거리 (사당역) (사당고가차도) | Gwacheon-daero Dongjak-daero                                                  | Seoul                               |                                            |                                     |
| Ga Sadang IS (Ga Sadang) (Cầu vượt Sadang)                                            | 사당역사거리 (사당역) (사당고가차도) | Gwacheon-daero Dongjak-daero                                                  | Seoul                               | Seocho-gu                                  |                                     |
| Tổng công ty Vận tải Seoul IS                                                         | 서울메트로 교차로                    | Hyoryeong-ro                                                                  | Seoul                               |                                            |                                     |
| Chung cư Gyeongnam IS                                                                 | 경남아파트앞 교차로                  | Bangbae-ro                                                                    | Seoul                               |                                            |                                     |
| Đồi nghệ thuật Raemian IS                                                             | 래미안아트힐 교차로                  | Myeongdal-ro                                                                  | Seoul                               |                                            |                                     |
| Trung tâm Quốc gia Gugak Trung tâm Nghệ thuật Seoul                                   | 국립국악원 예술의 전당               |                                                                               | Seoul                               |                                            |                                     |
| Trung tâm nghệ thuật IS                                                               | 예술의전당 교차로                    | Banpo-daero                                                                   | Seoul                               |                                            |                                     |
| Umyeong IS                                                                            | 우면삼거리                           | Seochojungang-ro                                                              | Seoul                               |                                            |                                     |
| Seocho IC                                                                             | 서초 나들목                          | Đường cao tốc Gyeongbu cũ                                                     | Seoul                               |                                            |                                     |
| Văn phòng Seocho-gu IS                                                                | 서초구청 교차로                      | Seoun-ro                                                                      | Seoul                               |                                            |                                     |
| Văn phòng Seocho-gu                                                                   | 서초구청                             |                                                                               | Seoul                               |                                            |                                     |
| Ga Yangjae IS (Ga Yangjae)                                                            | 양재역사거리 (양재역)                | Gangnam-daero                                                                 | Seoul                               |                                            |                                     |
| Trung tâm cộng đồng Yangjae 1-dong                                                    | 양재1동주민센터                      |                                                                               | Seoul                               |                                            |                                     |
| Văn phòng điện thoại Yangjae IS                                                       | 양재전화국사거리                     | Nonhyeon-ro                                                                   | Seoul                               |                                            |                                     |
| Văn phòng điện thoại Yangjae IS                                                       | 양재전화국사거리                     | Nonhyeon-ro                                                                   | Seoul                               | Gangnam-gu                                 |                                     |
| Ga Maebong IS (Ga Maebong)                                                            | 매봉역 교차로 (매봉역)               | Nambusunhwan-ro 377-gil Nambusunhwan-ro 378-gil                               | Seoul                               |                                            |                                     |
| Asung Daiso                                                                           | 아성다이소                           |                                                                               | Seoul                               |                                            |                                     |
| Hầm Maebong IS                                                                        | 매봉터널 교차로                      | Eonju-ro                                                                      | Seoul                               |                                            |                                     |
| Trường trung học phổ thông nữ sinh Sookmyung Trường trung học cơ sở nữ sinh Sookmyung | 숙명여자고등학교 숙명여자중학교      |                                                                               | Seoul                               |                                            |                                     |
| Ga Dogok IS (Ga Dogok)                                                                | 도곡역 교차로 (도곡역)               | Seolleung-ro                                                                  | Seoul                               |                                            |                                     |
| Ga Daechi IS (Ga Daechi)                                                              | 대치역 교차로 (대치역)               | Samseong-ro                                                                   | Seoul                               |                                            |                                     |
| Trường tiểu học Seoul Daegok                                                          | 서울대곡초등학교                     |                                                                               | Seoul                               |                                            |                                     |
| Ga Hangnyeoul IS (Ga Hangnyeoul)                                                      | 학여울역 교차로 (학여울역)           | Quốc lộ 47 Tỉnh lộ 23 (Yeongdong-daero)                                       | Seoul                               |                                            |                                     |
| Trung tâm triển lãm thương mại Seoul Cầu Daechi                                       | 서울무역전시컨벤션센터 대치교        |                                                                               | Seoul                               |                                            |                                     |
| Cầu Tancheon 1 (Hầm Daechi)                                                           | 탄천1교 교차로 (대치지하차도)        | Samjeon-ro                                                                    | Seoul                               | Chỉ bắt buộc hầm Gaehwa                    |                                     |
| (Không có tên)                                                                        | (이름 없음)                          | Gaepo-ro                                                                      | Seoul                               | Chỉ theo hướng Suseo                       |                                     |
| Suseo IC                                                                              | 수서 나들목                          | Dongbuganseondoro Tỉnh lộ 23 Yangjae-daero                                    | Seoul                               |                                            |                                     |
| Được kết nối trực tiếp với Bamgogae-ro                                                |                                      |                                                                               |                                     |                                            |                                     |